# STS-49
STS-49 (englisch Space Transportation System) ist eine Missionsbezeichnung für das US-amerikanische Space Shuttle Endeavour (OV-105) der NASA. Der Start erfolgte am 7. Mai 1992. Es war die 47. Space-Shuttle-Mission und der Jungfernflug der Raumfähre Endeavour.

## Mannschaft
- Daniel Brandenstein (4. Raumflug), Kommandant
- Kevin Chilton (1. Raumflug), Pilot
- Pierre Thuot (2. Raumflug), Missionsspezialist
- Kathryn Thornton (2. Raumflug), Missionsspezialistin
- Richard Hieb (2. Raumflug), Missionsspezialist
- Thomas Akers (2. Raumflug), Missionsspezialist
- Bruce Melnick (2. Raumflug), Missionsspezialist

## Missionsüberblick
In Vorbereitung der Mission fand ein sogenanntes Flight Readiness Firing statt. Während des Tests, bei dem die Raumfähre am Boden bleibt, werden die Haupttriebwerke nach einem normalen Countdown auf 100 Prozent Leistung bei T=0 hochgefahren. Dieser Triebwerkstest wird vor jedem Erststart einer US-Raumfähre durchgeführt.
Als Starttermin wurde ursprünglich der 4. Mai 1992 um 00:34 UTC benannt. Dieser wurde jedoch um zwei Tage verschoben, da man so bessere Aufnahmen des startenden Shuttle bekommen konnte. Der Start wurde aufgrund schlechten Wetters an einem TAL-Landeplatz (Transoceanic Abort Landing) um 34 Minuten verschoben und fand schließlich am 7. Mai 1992 um 23:40 UTC statt.

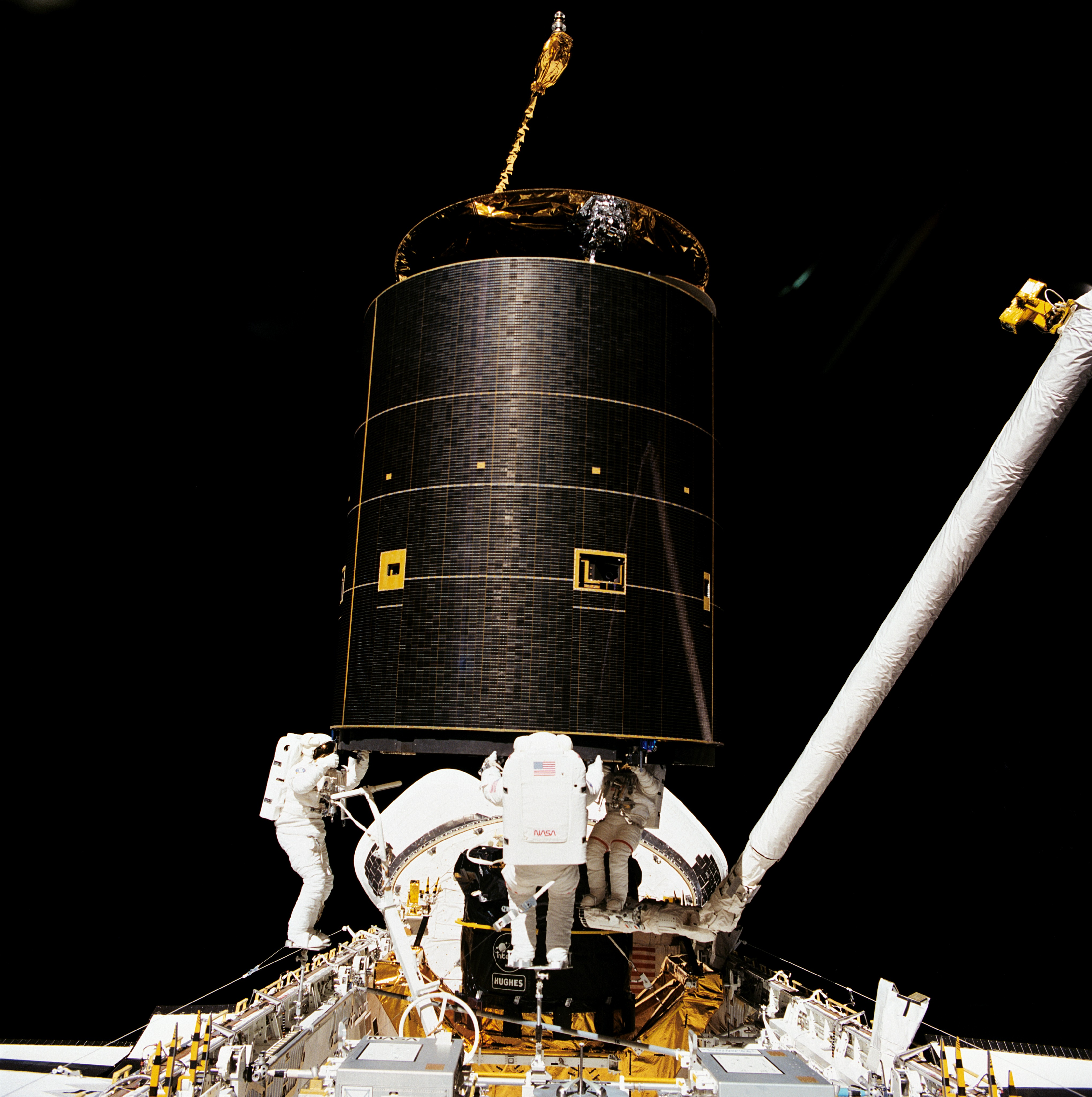
Intelsat 603 wird von drei Astronauten eingefangen

Hauptmissionsziel war das Einfangen des Satelliten Intelsat 603. Dieser Satellit war zwei Jahre vorher durch ein Versagen beim Abtrennen der zweiten Raketenstufe in einem zu niedrigen Orbit gestrandet. Erstmals in der Geschichte sollte ein Raketentriebwerk an einem Satelliten ausgewechselt werden. Diese Aufgabe erforderte drei Versuche, obwohl nur ein Versuch geplant war. Während der ersten beiden Weltraumausstiege (EVA) konnten die beiden Raumfahrer Pierre Thuot und Richard Hieb den Satelliten nicht einfangen. Es wurde beschlossen, dass ein dritter Astronaut mithelfen soll. Damit erfolgte der erste und bisher einzige Drei-Mann-Außenbordeinsatz. Thomas Akers fing zusammen mit Thout und Hieb den Satelliten ein und anschließend wurde der Motor gemeinsam montiert.
Während eines vierten Ausstiegs des Duos Thornton-Akers wurde das Assembly of Station by EVA Methods experiment (ASEM) durchgeführt. Es sollte zeigen, dass ein Zusammenbau einer Raumstation im Orbit und ihre Wartung möglich sind. Diese Aufgabe wurde erfüllt, jedoch wurde nur einer der ursprünglich geplanten zwei Ausstiege durchgeführt, da die Arbeit am Intelsat-Satelliten zu zeitaufwändig war. Durch die Probleme beim Einfangen des Satelliten war es die erste Shuttle-Mission mit vier EVAs. Außerdem hatte diese Mission mit 25 Stunden und 27 Minuten die höchste EVA-Gesamtdauer aller bisherigen Shuttle-Missionen.
Die Endeavour landete am 16. Mai 1992 um 20:57:38 UTC auf Bahn 22 der Edwards Air Force Base. Dabei wurde erstmals bei den amerikanischen Shuttles ein Bremsschirm benutzt. Auf dem Shuttle Carrier Aircraft wurde die Raumfähre am 30. Mai zum Kennedy Space Center zurückgebracht.
Die Mission hatte weitere folgende Höhepunkte und Neuerungen:
- Die damals zweitlängste EVA (nach STS-102) mit 8 Stunden und 29 Minuten
- erste Shuttle-Mission mit drei Rendezvous an einem im Orbit befindlichen Satelliten.